# 米朝修好通商条約
米朝修好通商条約（べいちょうしゅうこうつうしょうじょうやく、英語: US-Korea Amity and Trade Treaty）は1882年（明治15年）5月22日、アメリカ合衆国と李氏朝鮮の間で締結された条約である。通称「シューフェルト条約」。
アメリカ合衆国と大清帝国の条約案文を朝鮮側が事後承諾する形で締結。大清帝国の馬建忠が立会人となり、アメリカ海軍提督シューフェルト、朝鮮正使・申櫶、副使・金弘集らの間で英文、漢文共に三通による十四ヶ条の条約に調印がなされた。
李鴻章は、第一条に李氏朝鮮は清の属国であることを明記しようとしたが、アメリカに拒否されたため、李氏朝鮮国王自らが朝鮮は清の属国であるとする趣旨の文書をアメリカ大統領に送付することで妥協した。

## 条約締結後
この条約の後、朝鮮は清国の強引な干渉により欧州諸国と条約を結ぶこととなり、朝鮮が西欧諸国と締結した一連の不平等条約の先駆となった。ただ、この条約は、不平等条約ではあったものの、欧米諸国とアジア諸国間で締結された一連の条約と比べると、不平等性は比較的弱かった。この条約締結以降、朝鮮は第一条の「周旋条項」（「第三国が締約国の一方を抑圧的に扱う時、締約国の他方は、事態の通知を承けて、円満な解決のため周旋を行なう」という文言）に依拠し、日中露などの周辺国によって自国が脅かされる度にアメリカに自国の独立維持のための援助を求めた。
1883年には、閔妃一族の閔泳翊を全権大使とする朝鮮報聘使という使節団をアメリカに派遣し、国務省を儀礼訪問し、チェスター・A・アーサー大統領に国書を呈上した。アメリカ側はジョージ・クレイトン・フォークが応対し、ボストンからワシントンD.C.までアメリカ各地を案内した。朝鮮にはアメリカ公使L・H・フットが赴任した。しかしアメリカは、複雑な朝鮮問題への安易な介入を嫌ったこと、朝鮮の経済的価値も低く政治的介入には見合わないことなどの判断から、朝鮮からの援助要請を拒否し続け、1905年にはアメリカのフィリピン支配の継続と日本の韓国（大韓帝国、1897年に朝鮮国より国号を改めた）における宗主権の確立を日米間で相互に承認し合った桂・タフト協定を日本と交わし、同年11月に日韓間で調印された第二次日韓協約によって韓国の外交権が日本に移転するのを承けて、韓国と外交関係を持っていた国々が次々と駐韓公使館を撤収させる中、最初に撤収の意向を表明し、ここにこの条約を事実上破棄するに至った。

## 外部サイト
- （英語）A Brief History of the US-Korea Relations Prior to 1945（英語）